# Provinz Chaco
Chaco ist eine Provinz im Norden von Argentinien. Die Hauptstadt der Provinz ist Resistencia am Río Paraná nahe der Stadt Corrientes.

## Geografie

### Lage
Die Provinz grenzt im Norden an die Provinz Formosa, im Osten an die Provinz Corrientes und an Paraguay, im Süden an die Provinz Santa Fe, im Südwesten an die Provinz Santiago del Estero und im Nordwesten an die Provinz Salta.

### Klima
Die Provinz liegt im Gran Chaco genannten Gebiet, das im Westen aus Trockenwald, im Osten aus Savanne besteht. Die Niederschläge nehmen von Ost nach West ab und sind auf das Sommerhalbjahr konzentriert, im Winter kommt es dagegen zu häufigen Dürreperioden.

### Flora und Fauna
Im Chaco kommen Krokodile, Affen, Taranteln und eine Vielzahl von Schlangen wie Boas, Anakondas und Klapperschlangen vor.

### Bevölkerung
Es leben gut eine Million Menschen in der Provinz Chaco. Die Bevölkerung ist dabei recht vielfältig. Es leben hier viele Paraguayer und Spanier. Außerdem haben sich Mennoniten aus Russland, Deutschland und Kanada niedergelassen, die vor allem in der Landwirtschaft tätig sind.
Konzentriert ist die Bevölkerung auf die Südosthälfte der Provinz, insbesondere auf eine Achse, die etwa mit der Ruta Nacional 81 zusammenfällt und auf der sich die zwei größten Städte Resistencia und Presidencia Roque Sáenz Peña befinden.

### Wirtschaftliche Zentren
- Resistencia, die Provinzhauptstadt, Hafen, Industrie- und Handelszentrum, ca. 300.000 Einwohner
- Presidencia Roque Sáenz Peña, agrar-industrielles Zentrum westlich von Resistencia, ca. 90.000 Einwohner
- Villa Ángela, Landwirtschaftszentrum im Süden der Provinz, 40.000 Einwohner
- Charata, Landwirtschaftszentrum im Westen der Provinz, 30.000 Einwohner
- Juan José Castelli, schnell wachsende ehemalige landwirtschaftliche Kolonie im Nordwesten der Provinz, Ausgangspunkt für touristische Touren in den Urwald Impenetrable, 27.000 Einwohner.

## Geschichte
Die Zugehörigkeit war seit der Unabhängigkeit der lateinamerikanischen Kolonien zwischen Argentinien und Paraguay umstritten. Die heutige Provinz Chaco entstand im Jahr 1884 aus der Teilung des Territoriums Chaco in Chaco und Formosa. Erst am 8. August 1951 wurde das Territorium dann auch zur Provinz erhoben.

## Politik und Verwaltung

### Politisches System
Die Provinz Chaco ist seit 1951 eine der 23 Provinzen des Landes. Argentinien ist ein demokratischer Bundesstaat (föderaler Staat) mit starker Stellung des Staatspräsidenten (präsidentielles Regierungssystem) und weitreichender Autonomie der Provinzen und der autonomen Stadt Buenos Aires. So haben die sich als Gliedstaaten verstehenden Provinzen jeweils eine eigene, der Bundesverfassung untergeordnete Verfassung und besitzen eigene Exekutiven mit einem Gouverneur an der Spitze (Gubernator) sowie eigene Legislativen. Auch die Gerichtsbarkeit wird unterhalb der Bundesebene auch auf Gliedstaatenebene organisiert. Die entsprechende Verfassung Argentiniens stammt aus dem Jahr 1853.
Gouverneur der Provinz ist seit 2019 Jorge Capitanich (Partido Justicialista).

### Verwaltungsgliederung

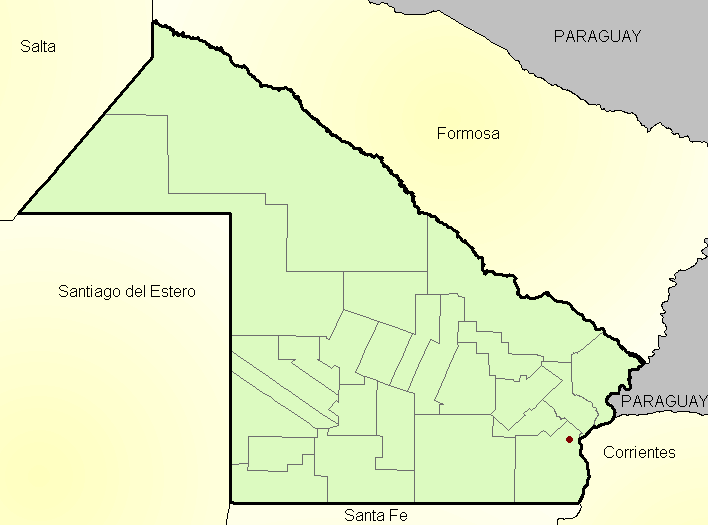
Provinz Chaco – Verwaltungsgliederung

Die Provinz setzt sich aus 25 Departamentos zusammen. Die letzte Gründung eines Departamentos erfolgte 1992 mit der Einrichtung des Departamentos Dos de Abril. Die Departamentos sind in der Regel klein. Ausnahmen bilden die Departamentos Almirante Brown, General Güemes und Libertador General San Martín, die zusammen beinahe 50 Prozent des Provinzterritoriums umfassen. Die Aufteilung der Provinz in Departamentos folgt argentinischen Gepflogenheiten, hat aber in der Provinz Chaco eher symbolischen Charakter, da sie weder eine eigene politische Verwaltung wählen noch gewählte Repräsentanten in das Provinzparlament senden.
Die Departamentos setzen sich aus Gemeinden (Municipios) zusammen, die sich einen Bürgermeister wählen. Die Gemeinden sind nach ihrer Einwohnerzahl in drei Kategorien eingeteilt. Gemeinden über 20.000 Einwohner gehören zur Kategorie 1, Gemeinden von 5.000 bis 20.000 Einwohner zur Kategorie 2 und Gemeinden bis 5.000 Einwohner zur Kategorie 3. Für einige Siedlungen, die die Kriterien zur Gemeindebildung nicht erfüllen, hat die Provinzialregierung sogenannte Delegaciones Municipales geschaffen und sie unter die Verwaltung einer anderen Gemeinde gestellt. Die Gemeinden üben die Rechtsprechung über die urbanen wie ländlichen Gebiete ihres Territoriums aus. Sie umfassen zusammengenommen das gesamte Territorium der Provinz.
Die Provinzverfassung erkennt die Autonomie der Gemeinden an, aber bis Dezember 2006 hatte nur die Provinzhauptstadt Resistencia eine eigene Gemeindeverfassung verabschiedet.
| Departamento                  | Hauptstadt                   | Fläche in km² | Einwohner (2010) |
| ----------------------------- | ---------------------------- | ------------- | ---------------- |
| Almirante Brown               | Pampa del Infierno           | 17.276        | 034.075          |
| Bermejo                       | La Leonesa                   | 02.562        | 025.052          |
| Chacabuco                     | Charata                      | 01.378        | 030.590          |
| Comandante Fernández          | Presidencia Roque Sáenz Peña | 01.500        | 096.944          |
| Doce de Octubre               | General Pinedo               | 02.576        | 022.281          |
| Dos de Abril                  | Hermoso Campo                | 01.594        | 007.432          |
| Fray Justo Santa María de Oro | Santa Sylvina                | 02.205        | 011.826          |
| General Belgrano              | Corzuela                     | 01.218        | 011.988          |
| General Donovan               | Makallé                      | 01.487        | 013.490          |
| General Güemes                | Juan José Castelli           | 25.487        | 067.132          |
| Independencia                 | Campo Largo                  | 01.871        | 022.411          |
| Libertad                      | Puerto Tirol                 | 01.088        | 012.158          |
| Libertador General San Martín | General José de San Martín   | 07.800        | 059.147          |
| Maipú                         | Tres Isletas                 | 02.855        | 025.288          |
| Mayor Luis Jorge Fontana      | Villa Ángela                 | 03.708        | 055.080          |
| Nueve de Julio                | Las Breñas                   | 02.097        | 028.555          |
| O’Higgins                     | San Bernardo                 | 01.580        | 020.131          |
| Presidencia de la Plaza       | Presidencia de la Plaza      | 02.284        | 012.499          |
| Primero de Mayo               | Margarita Belén              | 01.864        | 010.322          |
| Quitilipi                     | Quitilipi                    | 01.545        | 034.081          |
| San Fernando                  | Resistencia                  | 03.489        | 390.874          |
| San Lorenzo                   | Villa Berthet                | 02.135        | 014.702          |
| Sargento Cabral               | Colonia Elisa                | 01.651        | 015.889          |
| Tapenagá                      | Charadai                     | 06.025        | 004.097          |
| Veinticinco de Mayo           | Machagai                     | 02.576        | 029.215          |

## Wirtschaft
Subtropische Landwirtschaft (Baumwolle, Tabak, Soja) und Agroindustrie dominieren den feuchten Osten der Provinz sowie die Region rund um Juan José Castelli. Ebenfalls ist die Forstwirtschaft von Bedeutung.